# نازدشت (سربیشه)
نازدشت روستایی در دهستان غیناب بخش مرکزی شهرستان سربیشه استان خراسان جنوبی ایران است.

## جمعیت
بر پایه سرشماری عمومی نفوس و مسکن در سال ۱۳۹۵ جمعیت این روستا ۹۹۰ نفر (۲۶۹خانوار) بوده‌است.